# Етика брижности
Етика брижности (алтернативно етика бриге) је нормативна етичка теорија која сматра да се морално деловање усредсређује на међуљудске односе и брижност или добронамерност као врлину. Етика брижности је једна од групација нормативних етичких теорија које су развиле одређене феминисткиње 1980-их година.  Док консеквенцијалистичке и деонтолошке етичке теорије наглашавају свеопште стандарде и непристрасност, етика брижности наглашава важност одговора према појединцу. Разлика између општег и појединачног огледа се у њиховим различитим моралним питањима: „Шта је праведно?” наспрам „Како одговорити?”. Керол Гилиган, која се сматра зачетником етике брижности, критиковала је примену свеопштих стандарда као „морално проблематичним, јер рађају морално слепило или равнодушност”.‍:471
Џоан Тронто тврди да дефиниција „етике брижности“ двосмислена делимично због тога што не игра средишњу улогу у теорији морала. Она тврди да с обзиром на то да се морална филозофија бави људском добротом, онда би изгледало да брига преузима значајну улогу у овој врсти филозофије. Међутим, то није случај и Тронто даље наглашава везу између брижности и „природности“. Последњи појам се односи на друштвено и културно конструисане родне улоге где се брижност углавном претпоставља као улога жене. Као таква, брига губи моћ да преузме средишњу улогу у моралној теорији.
Тронто наводи да постоје четири етичка квалитета брижности:
1. Пажња: Пажња је кључна за етику брижности јер брижност захтева препознавање потреба других да би се одговорило на њих.[4] Питање које се поставља је разлика између незнања и непажње.[4] Тронто поставља следеће питање: „Али када је незнање једноставно незнање, а када непажња“?[4]
2. Одговорност: Да бисмо бринули, морамо брижности преузети на себе, а тиме и одговорност. Проблем повезан са овим другим етичким елементом одговорности је питање обавезе. Обавеза је често, ако већ није, везана за унапред утврђене друштвене и културне норме и улоге. Тронто се труди да разликује појмове „одговорност” и „обавеза” у погледу етике брижности. Одговорност је двосмислена, док се обавеза односи на ситуације у којима је потребна акција или реакција, као што је случај код правног уговора. [4] Ова двосмисленост дозвољава плиме и осеке у и између класних структура и родних улога, као и за друге друштвено конструисане улоге које би повезале одговорност за оне који само пристају тим улогама.
3. Компетентност: Пружање брижности такође значи компетентност. Не може се једноставно признати потреба за бригом, прихватити одговорност, али не следити довољно адекватно – јер би таква акција резултирала тиме да потреба за бригом не би била задовољена.[4]
4. Респонзивност: Ово се односи на „одговорност примаоца брижности на брижност“. [4] Тронто наводи: „Реаговање сигнализира важан морални проблем у оквиру брижности: по својој природи, брижност се бави условима рањивости и неједнакости“. [4] Она даље тврди да одговор није једнак реципроцитету. [4] Уместо тога, то је још један метод за разумевање рањивости и неједнакости разумевањем онога што су изразили они који су у рањивом положају, за разлику од поновног замишљања себе у сличној ситуацији.[4]

Године 2013, Тронто је додао пети етички квалитет:
1. Плуралност, комуникација, поверење и поштовање; солидарност или сабрижност: Заједно, ово су особине неопходне да се људи удруже како би преузели колективну одговорност, да би разумели своје држављанство које је увек уплетено у односе брижности и да озбиљно схвате природу потребе за брижношћу у друштву. [5]